# Hindoe

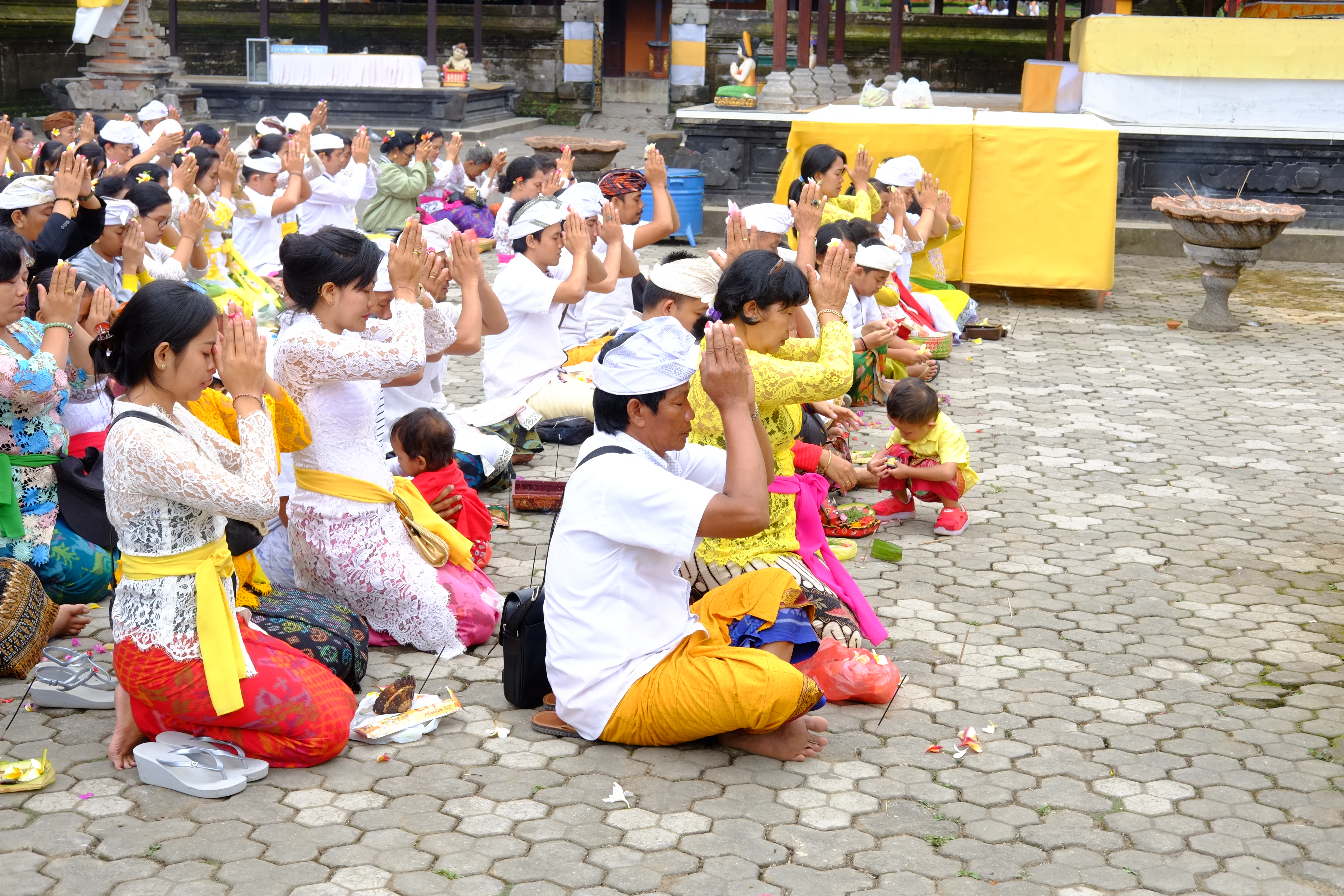
Een groep hindoes die gezamenlijk een gebed houden in Bali, Indonesië

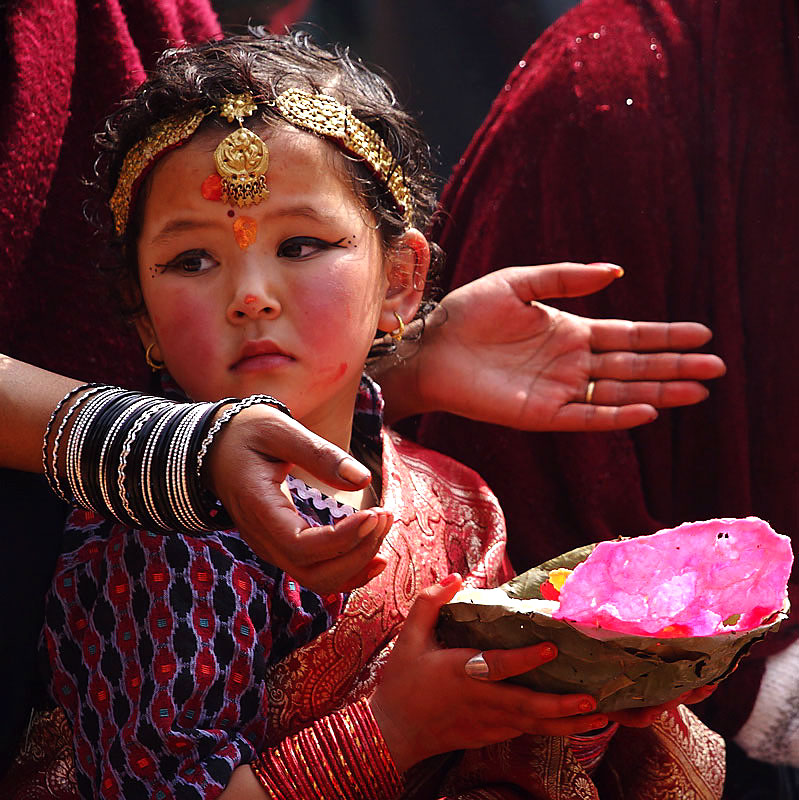
Een hindoe meisje uit Nepal

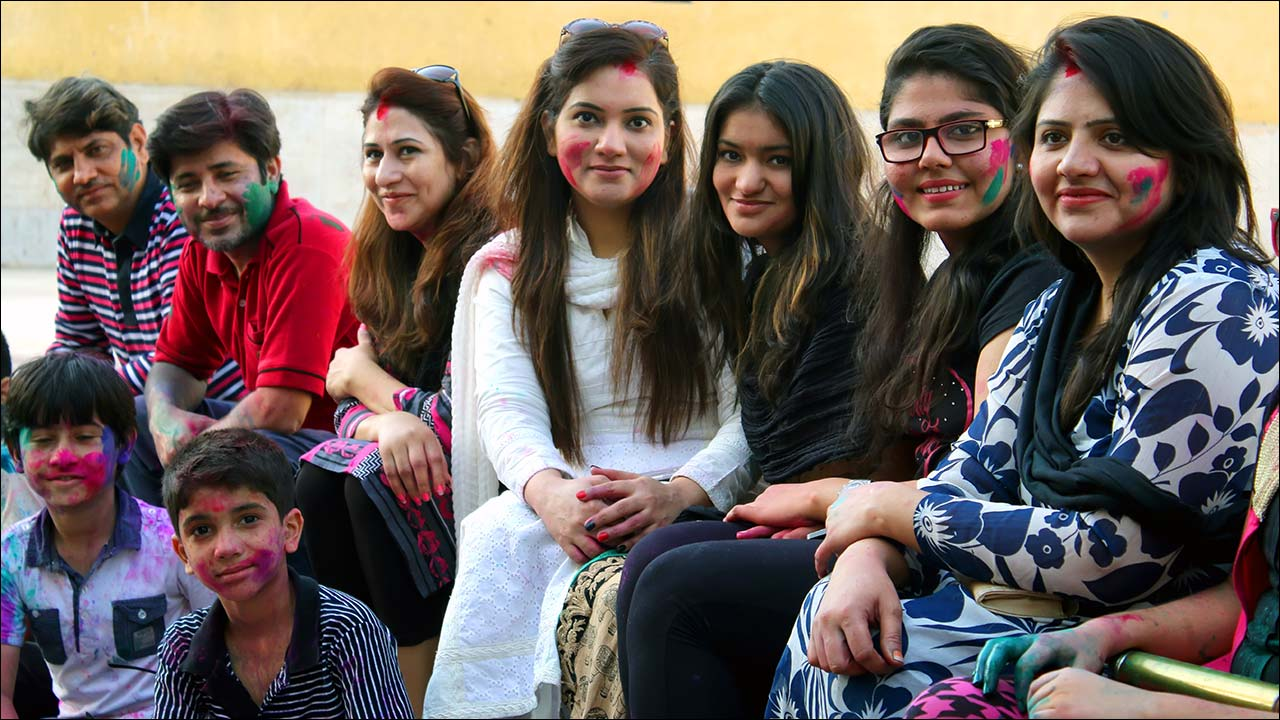
Hindoes die Holi vieren in Pakistan

Een hindoe (Sanskriet: हिन्दू) is een aanhanger van het hindoeïsme. Er zijn ongeveer 1,2 miljard hindoes wereldwijd, wat ze de derde grootste religieuze groep ter wereld maakt.

## Andere benamingen
Een term die ook wel wordt gebruikt is Sanātani, wat volger van Sanātana Dharma betekent, om zo het van oorsprong Perzische woord hindoe te vermijden.

## Etymologie en Terminologie
Het woord hindoe is een exoniem,  en dankt zijn naam aan de Perzische uitspraak van het volk dat aan de rivier Sindu van de Indusvallei woonde zo'n 3000 tot 4000 jaar geleden. Sindu is hindoe geworden doordat de s-klank van het Perzisch van toentertijd werd gearticuleerd als h.
in de 18e eeuw werden aanhangers van Dharmische religies collectief aangeduid als hindoes. Pas rond het midden van de 19e eeuw werd er onderscheid gemaakt tussen hindoes, boeddhisten, sikhs en jaïnisten, koloniale wetten beschouwden ze echter nog tot ongeveer het midden van de 20e eeuw als hindoes.

## Vervolging
Hindoes zijn zowel in de middeleeuwen als in de moderne tijd vervolgd doormiddel van moord, religieuze vervolgingen, systematisch geweld, vernietiging van tempels, slavernij en gedwongen bekeringen dit begon in de middeleeuwen met de komst van Turks-Mongoolse moslimlegers uit Centraal-Azië gevolgd door andere islamitische veroveraars zoals de 8e-eeuwse Muhammad bin-Qasim, de 11e-eeuwse Mahmud van Ghazni, de 14e-eeuwse Timoer, de 18e-eeuwse Tipu Sultan in Zuid-India , verschillende andere heersers vanuit het Delhi Sultanaat en de Mogols en tijdens de koloniale tijd. Dit is ook gedocumenteerd in de islamitische literatuur door onder andere de Perzische geleerde Al Biruni.
Er waren uitzonderingen, zoals onder de Mogolkeizer Akbar die de vervolging van hindoes stopte, alleen voor Aurangzeb om het daarna voort te zetten, zo verwoeste hij tempels, bekeerde niet-moslims met geweld tot de islam of liet ze Jizya betalen en verbood hij de viering van hindoefestivals zoals Holi en Diwali.
In de moderne tijd hebben er religieuze vervolgingen van hindoes plaatsgevonden in landen buiten India waaronder Afghanistan, Pakistan, Bangladesh, Bhutan, Sri Lanka en Myanmar.